# Probe noscitis venerabiles
Probe noscitis venerabilis (lateinisch) ist eine Enzyklika von Papst Pius IX., mit diesem Apostolischen Rundschreiben vom 17. Mai 1852 schrieb er „über die Disziplin der Geistlichen im Königreich Spanien“. Er ermunterte die spanischen Bischöfe, für das Recht der Katholischen Kirche, zusammenzuhalten und ihre jungen Geistlichen sorgsam auszubilden.
Der Papst verwies auf die mühevollen Verhandlungen und den glücklichen Verhandlungsabschluss mit der spanischen Königin Isabella II. Er erklärte dem spanischen Episkopat die Vorteile, die aus diesem Ergebnis entstanden seien und exhortierte zum Gebrauch dieser segensreichen Abkommen. Er forderte sie auf, gemeinsame Bischofssynoden abzuhalten und sich ihrer Wirkungskraft bewusst zu werden.
Abschließend ruft Pius IX. zur Einigkeit und Harmonie im spanischen Episkopat auf und trägt den Bischöfen auf, die Ausbildung der jungen Geistlichen zu forcieren, sie in Disziplin zu üben und ihnen die Glaubensgrundlagen zu vermitteln.